# Ху Хун
Ху Хун (кит. упр. 胡宏, пиньинь Hú Hóng) по прозванию Жэньчжу́н (кит. 仁仲), люди называли его «Господин с Пяти пиков» (кит. 五峰先生), (1102 или 1105 — 1155 или 1161) — учёный-неоконфуцианец.
Младший сын Ху Аньго. Учился у Ян Ши и Хоу Чжунляна (ученики Чэн И и Чэн Хао). Некоторое время состоял на государственной службе, последние 20 лет жил уединённо в горах провинции Хунань.
Основные сочинения: «Чжи янь» («Познанные речи»), «Уфэн цзи» («Собрание произведений учителя из Уфэна»), «Хуан ван да цзюэ» («Великий отказ императору»).